# USS Converse (DD-291)
USS Converse (DD-291) là một tàu khu trục lớp Clemson được Hải quân Hoa Kỳ chế tạo vào cuối Chiến tranh Thế giới thứ nhất. Nó là chiếc tàu chiến đầu tiên của Hải quân Hoa Kỳ được đặt theo tên Chuẩn đô đốc George A. Converse (1844-1909), người đã có đóng góp lớn vào việc phát triển các kỹ thuật hải quân. Converse ngừng hoạt động năm 1930 và bị tháo dỡ năm 1931 nhằm tuân thủ quy định hạn chế vũ trang của Hiệp ước Hải quân London.

## Thiết kế và chế tạo
Converse được đặt lườn vào ngày 13 tháng 8 năm 1919 tại xưởng tàu Squantum Victory Yard của hãng Bethlehem Shipbuilding Corporation ở Squantum, Massachusetts. Nó được hạ thủy vào ngày 28 tháng 11 năm 1919, được đỡ đầu bởi cô E. C. Colt; và được đưa ra hoạt động vào ngày 28 tháng 4 năm 1920 dưới quyền chỉ huy của Hạm trưởng, Thiếu tá Hải quân E. G. Haas.

## Lịch sử hoạt động
Sau khi đưa vào hoạt động, Converse được phân về Hạm đội Đại Tây Dương. Nó được đưa về tình trạng dự bị từ ngày 11 tháng 6 năm 1920, hoạt động tại vùng biển với biên chế nhân sự bị cắt giảm 50%, và làm nhiệm vụ huấn luyện nhân sự của Hải quân Dự bị Hoa Kỳ.
Sau khi tham gia thử nghiệm con quay hồi chuyển Arma, Converse bắt đầu hoạt động cùng Hạm đội Tuần tiễu từ ngày 15 tháng 11 năm 1921. Quay trở lại biên chế đầy đủ vào ngày 1 tháng 7 năm 1922, nó hoạt động dọc theo vùng bờ Đông và vùng biển Caribe. Dưới quyền chỉ huy của Thiếu tá Hải quân A. Mc Glassen, nó khởi hành từ Newport, Rhode Island vào ngày 18 tháng 6 năm 1924 đi sang Châu Âu để gia nhập Lực lượng Hải quân Hoa Kỳ tại vùng biển châu Âu, viếng thăm Antwerp, Amsterdam, Cherbourg và Southampton trước khi quay trở về New York vào ngày 16 tháng 7 năm 1925.
Trong những năm 1926 và 1927, Converse lại phục vụ như tàu huấn luyện của Hải quân Dự bị Hoa Kỳ, thực hiện hai chuyến đi huấn luyện mỗi mùa Hè đến Newport và vùng biển Caribe. Từ ngày 23 tháng 2 năm 1927, nó thử nghiệm kiểu bánh lái Flettner trong các chuyến đi của nó.
Vào năm 1928, Converse được cử làm tàu thử nghiệm của Hạm đội Tuần tiễu. Nó thực hiện những chuyến đi thử nghiệm cho Văn phòng Cơ khí trên sông Potomac và vịnh Chesapeake, rồi bắn các ngư lôi thử nghiệm tại Newport và Charleston, South Carolina. Nó gia nhập trở lại hải đội của nó tại Norfolk, Virginia vào ngày 4 tháng 1 năm 1929 cho các hoạt động thường lệ, cho đến khi được cho xuất biên chế tại Philadelphia, Pennsylvania vào ngày 1 tháng 5 năm 1930. Nó bị bán để tháo dỡ vào ngày 17 tháng 1 năm 1931 nhằm tuân thủ các điều khoản hạn chế vũ trang của Hiệp ước Hải quân London.